# フェンシェルの双対性定理
数学においてフェンシェルの双対性定理（フェンシェルのそうついせいていり、英: Fenchel's duality theorem）は、ウェルナー・フェンシェルの名にちなむ、凸函数の理論における一結果である。
ƒ を Rn 上の真凸函数とし、g を Rn を真凹函数とする。このとき、正則性の条件が満たされるなら、
{\displaystyle \min _{x}(f(x)-g(x))=\max _{p}(g_{\star }(p)-f^{\star }(p))\,}
が成り立つ。ここで ƒ * は ƒ の凸共役（フェンシェル＝ルジャンドル変換とも呼ばれる）であり、g * は g の凹共役である。すなわち、次が成り立つ。
{\displaystyle f^{\star }\left(x^{*}\right):=\sup \left\{\left.\left\langle x^{*},x\right\rangle -f\left(x\right)\right|x\in \mathbb {R} ^{n}\right\}}
{\displaystyle g_{\star }\left(x^{*}\right):=\inf \left\{\left.\left\langle x^{*},x\right\rangle -g\left(x\right)\right|x\in \mathbb {R} ^{n}\right\}}

## 数学的定理
X と Y をバナッハ空間とし、{\displaystyle f:X\to \mathbb {R} \cup \{+\infty \}} と {\displaystyle g:Y\to \mathbb {R} \cup \{+\infty \}} を凸函数とし、{\displaystyle A:X\to Y} を有界線型作用素とする。このとき、フェンシェルの問題とは
{\displaystyle p^{*}=\inf _{x\in X}\{f(x)+g(Ax)\}}
{\displaystyle d^{*}=\sup _{y^{*}\in Y^{*}}\{-f^{*}(A^{*}y^{*})-g^{*}(-y^{*})\}}
が弱双対性を満たす、すなわち {\displaystyle p^{*}\geq d^{*}} が成立することを言う。ここで {\displaystyle f^{*},g^{*}} はそれぞれ f,g の凸共役であり、{\displaystyle A^{*}} は共役作用素であることに注意されたい。この双対問題に対する摂動函数は {\displaystyle F(x,y)=f(x)+g(Ax-y)} で与えられる。
f,g および A は次のいずれかを満たす。
1. f と g は下半連続で、{\displaystyle 0\in \operatorname {core} (\operatorname {dom} g-A\operatorname {dom} f)}。ここで {\displaystyle \operatorname {core} } は代数的内部であり、{\displaystyle \operatorname {dom} h} はある函数 h に対する集合 {\displaystyle \{z:h(z)<+\infty \}} である。

1. {\displaystyle A\operatorname {dom} f\cap \operatorname {cont} g\neq \emptyset }。ここで {\displaystyle \operatorname {cont} } は函数が連続であるような点である。

このとき強双対性が成立する。すなわち {\displaystyle p^{*}=d^{*}} となる。{\displaystyle d^{*}\in \mathbb {R} } であるなら、順序集合が達成される。